# Krokante Krab

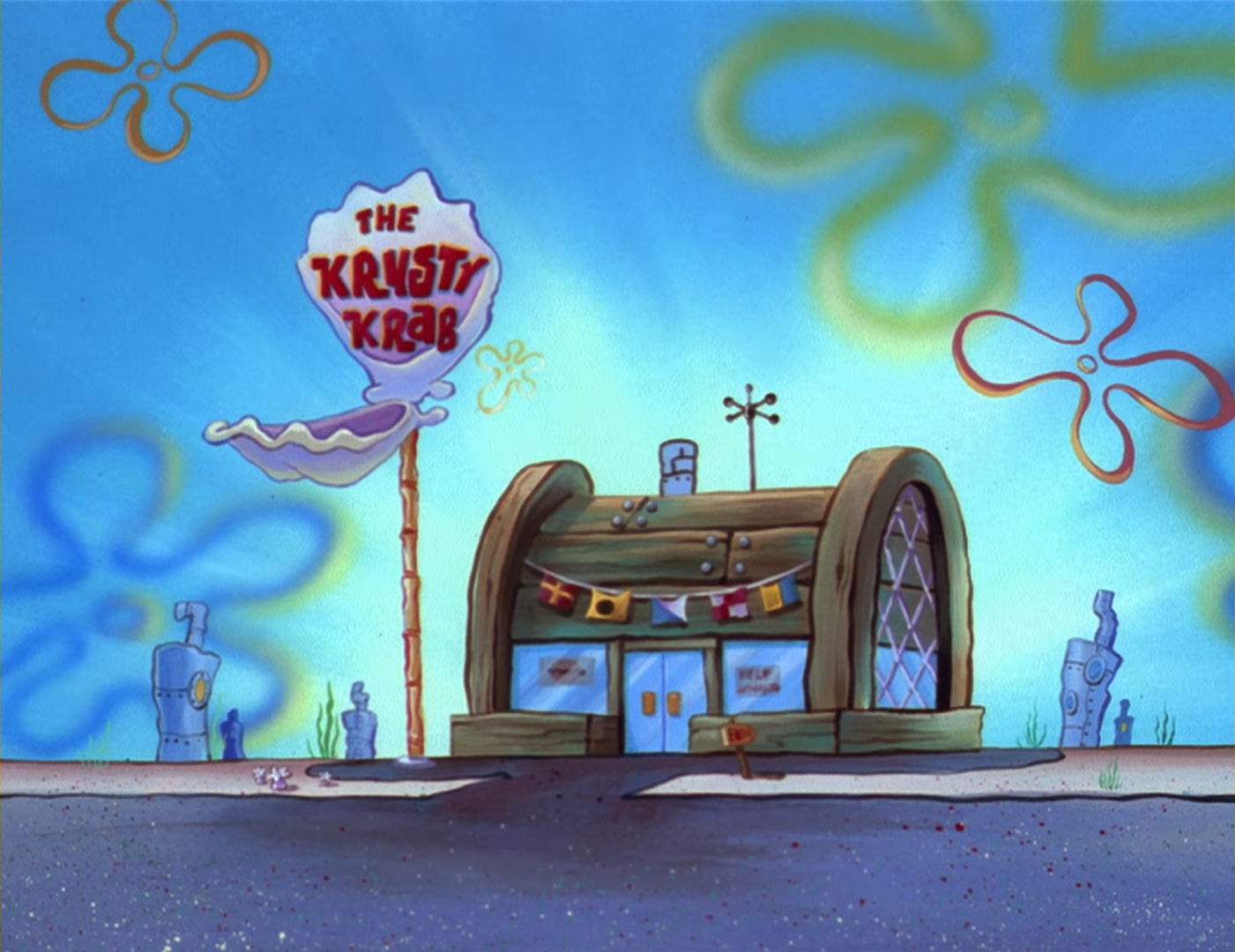
De Krokante Krab

De Krokante Krab, soms ook wel de Korstige Krab (Engels: Krusty Krab) is een fictief restaurant in de tekenfilmserie SpongeBob SquarePants.

## Geschiedenis
Het gebouw waar de Krokante Krab in is gevestigd was eerst een bejaardentehuis. Het werd opgekocht door Meneer Krabs en na een aantal kleine aanpassingen veranderd in een restaurant.

## Het gebouw
De Krokante krab heeft de vorm van een kreeftenfuik. Aan de voorkant is een rechthoekige kamer waar roeren als tafels staan en tonnen als stoelen. Achteraan staat een kleine boot waar de kassa staat en Octo Tentakel werkt. Achterin zijn drie kamers, links het kantoor van meneer Krabs, rechts de toiletten en in het midden is de keuken, waar SpongeBob werkt.

## Werknemers
De baas van Krokante Krab is Meneer Krabs. Hij heeft twee werknemers, Octo Tentakel achter de toonbank en SpongeBob SquarePants als kok. Verder zijn nog veel andere bekende en onbekende personages tijdelijk werknemer geweest in het restaurant, zoals Patrick.

## Krabburger
De Krokante Krab is vooral beroemd om de krabburger, een broodje waar geen enkele klant het precieze recept van weet, maar desondanks erg bevalt.

## Concurrentie
De grote concurrent van de Krokante Krab is de Maatemmer (Chum Bucket in de originele serie). Dit restaurant loopt een stuk minder goed dan de Krokante Krab en de baas, Sheldon Plankton (beter bekend als Plankton), wil daarom het geheime recept van de krabburger stelen.